# تشارلز بولتون
تشارلز بينغهام بولتون (1909-1976) هو طبيب أسنان أمريكي معروف بتطوير «معايير بولتون للنمو القحفي الوعائي» التي غالبًا ما تستخدم أثناء تشخيص حالات سوء التراكيب في مجال تقويم الأسنان.

## حياته
تشارلز بولتون هو نجل عضو الكونغرس تشيستر بولتون وفرانسيس بولتون. شغلت والدته فمنصب والده عند وفاة والده. درس بولتون في البداية في مدرسة هوكين. ثم التحق بأكاديمية ميلتون، ماساتشوستس. شغل بولتون في وقت لاحق منصب رئيس مجموعة هوكن. ونظرًا لإسهاماته الجليلة، تم تكريمه في نهاية المطافبمنصب تدريسي وجائزة الخريجين المتميزين
لعب تشارلز دورًا كبيرًا في تطوير مزارع فرانشستر التي كانت عبارة عن مشروع لتصنيع الألبان بدأه والده في عام 1919. نقل بولتون المزرعة إلى أوهايو على موقع مساحته 1700 فدان وأصبحت المزرعة معروفة بأنها واحدة من قطعان جيرنسي الأكثر شهرة في أمريكا. ثم استكمل في وقت لاحق عملية تصنيع الألبان مع إنتاج واسع بالشراكة مع شاروليس ويوركشاير. وفي عام 1953 منح نادي غورنسي للماشية الأميركية بولتون شهادة الشرف.
لعبت والدة تشارلز دورًا في تأسيس مدرسة فرانسيس باين بولتون للتمريض في شيكاغو. وقد لعب الدكتور بولتون دورًا أساسيا في توسيع كلية كيس لطب الأسنان. أُطلق اسم تشارلز بينغهام بولتون على أحد المباني عند توسيع المبنى.
توفي الدكتور بولتون في منزله في أوهايو بسبب السكتة الدماغية التي عانى منها في عام 1976.

## معايير بولتون للنمو القحفي الوعائي الوجهي
اشتهر الدكتور بولتون بمساهماته المتعلقة بعائلة بولتون في مجال تقويم الأسنان. موّلت هذه الدراسة والدته والدكتور هولي برودبنت الأب والذي أشرف على هذه الدراسة. في عام 1975، نشر بولتون دراسته الشهيرو الآن الشهيرة الآن باسم معايير بولتون للنمو القحفي الوعائي الوجهي.
تعتبر تلك الدراسة من أطول الدراسات التي أجريت لدراسة تأثيرات النمو القحفي. بدأت هذه الدراسة وأجرى تها جامعة كيس ويسترن ريزيرف لأول مرة عام 1930 وانتهت في عام 1973. شارك في هذه الدراسة 5000 موضووسجل حوالي حوالي 22,000 سجلًا. وكان معظم الأفراد المشاركين في تلك الدراسة من أصل أوروبي كانت تتراوح أعمارهم بين 1-18 سنة. طوّر معيار بولتون ف وقت لاحق، وكذلك تم تطوير واقتفاء أثر القياسات الرأسية وقياس التغييرات. تقدم الدراسة ملامح الأنسجة الصلبة واللينة بحيث يكون طبيب تقويم الأسنان قادرًا على اختيار المعلم المناسب للإجراء التصوير الشعاعي الرأسي. لا تزال تستخدم المعايير التي وضعها تشارلز بولتون في العديد من الدراسات المقارنة، كما تستخدملتحديد خصائص الأنسجة الصلبة واللينة المستخدمة في تقويم الأسنان.

## الجوائز
- جائزة ألبرت كتشام في تقويم الأسنان